# Om jag stannar
Om jag stannar (originaltitel: If I Stay) är en ungdomsroman från 2009 av Gayle Forman. Boken handlar om Mia som har varit med om en bilolycka. Hon får sedan utanför kroppen-upplevelsen, och måste fatta ett beslut som kommer bestämma hennes slutgiltiga öde. En filmatisering släpptes under augusti 2014, med Chloë Grace Moretz i huvudrollen.